# Justina Siegmundin

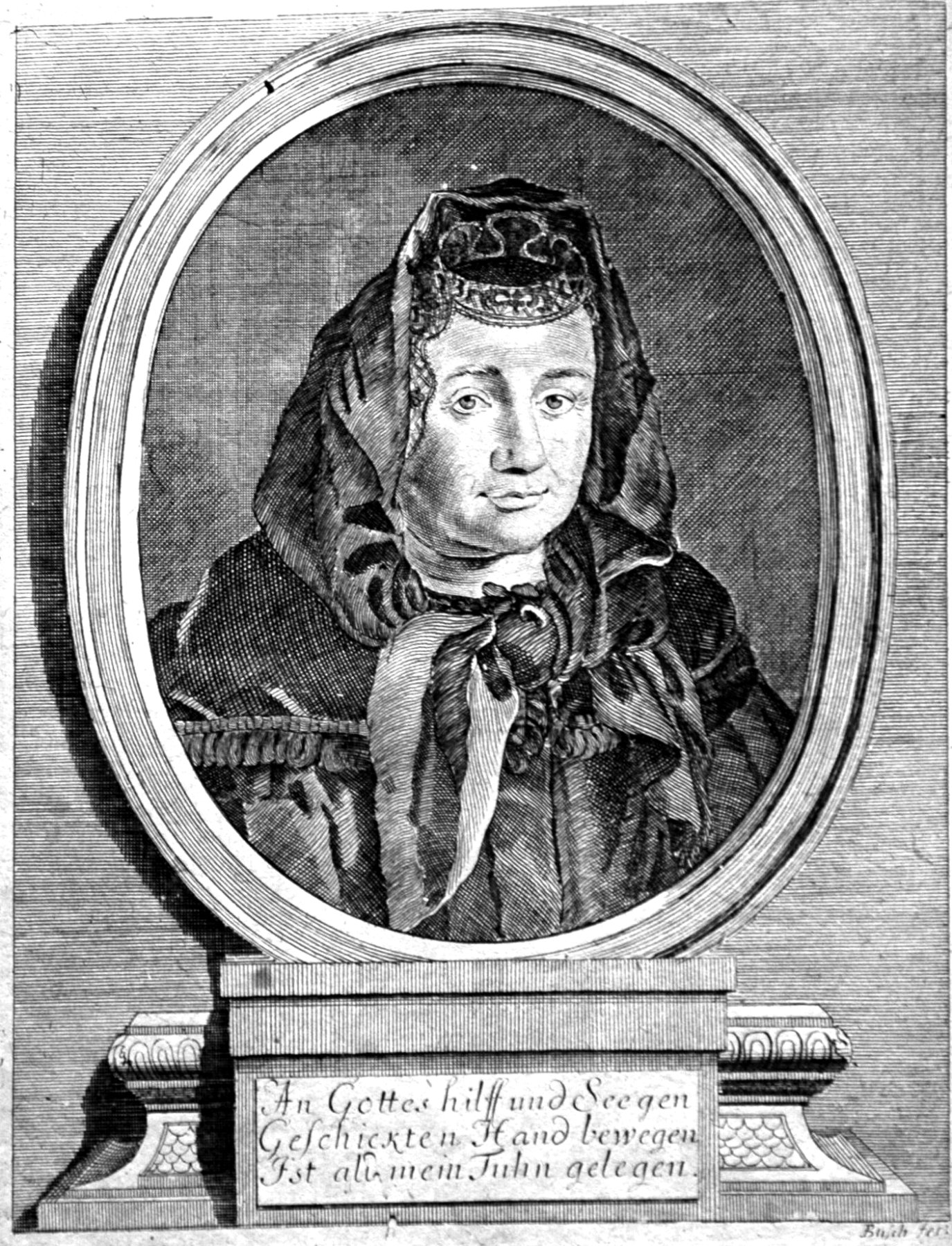
Justina Siegmundin - miedzioryt z podobizną autorki

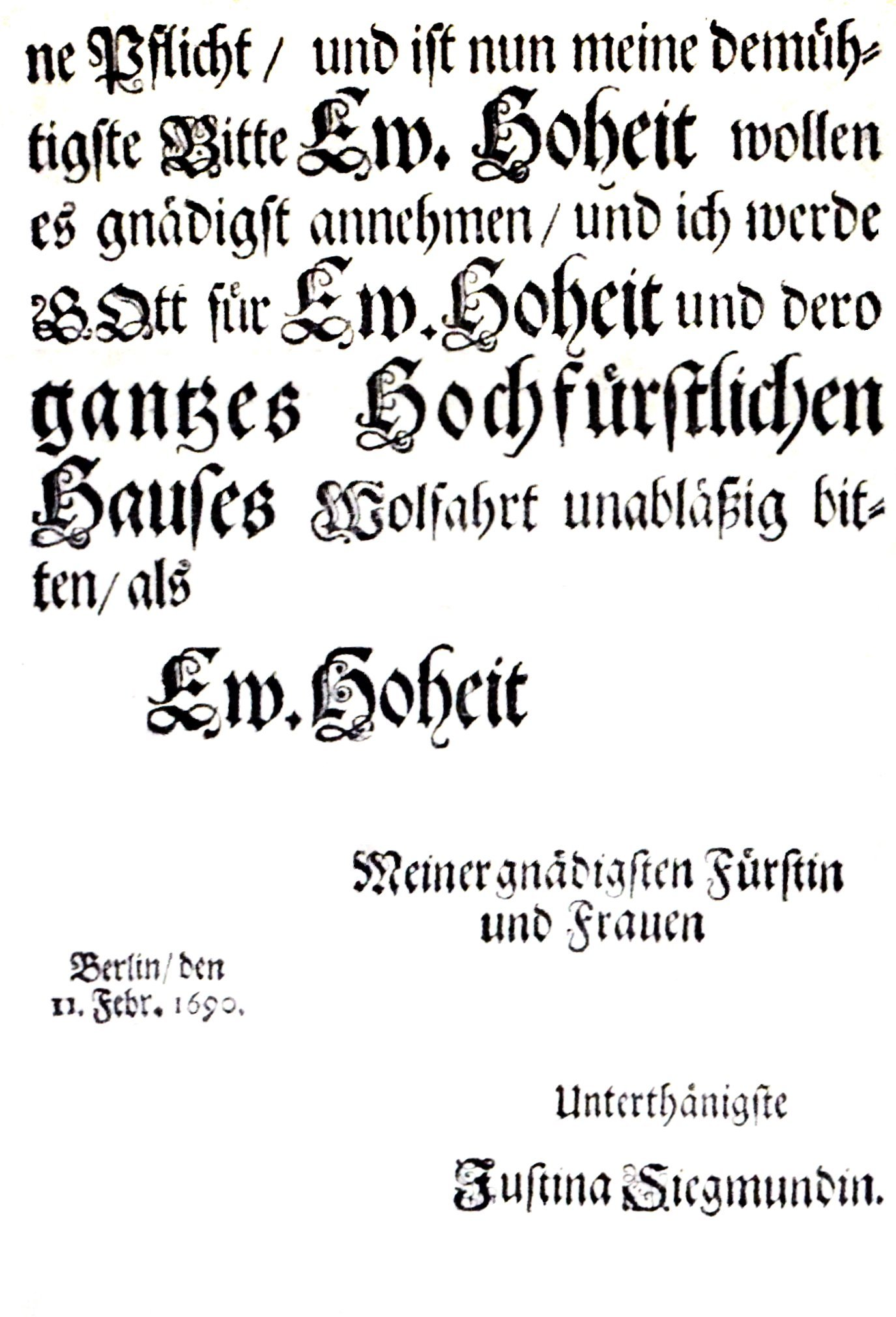
Strona zawierająca podpis autorki

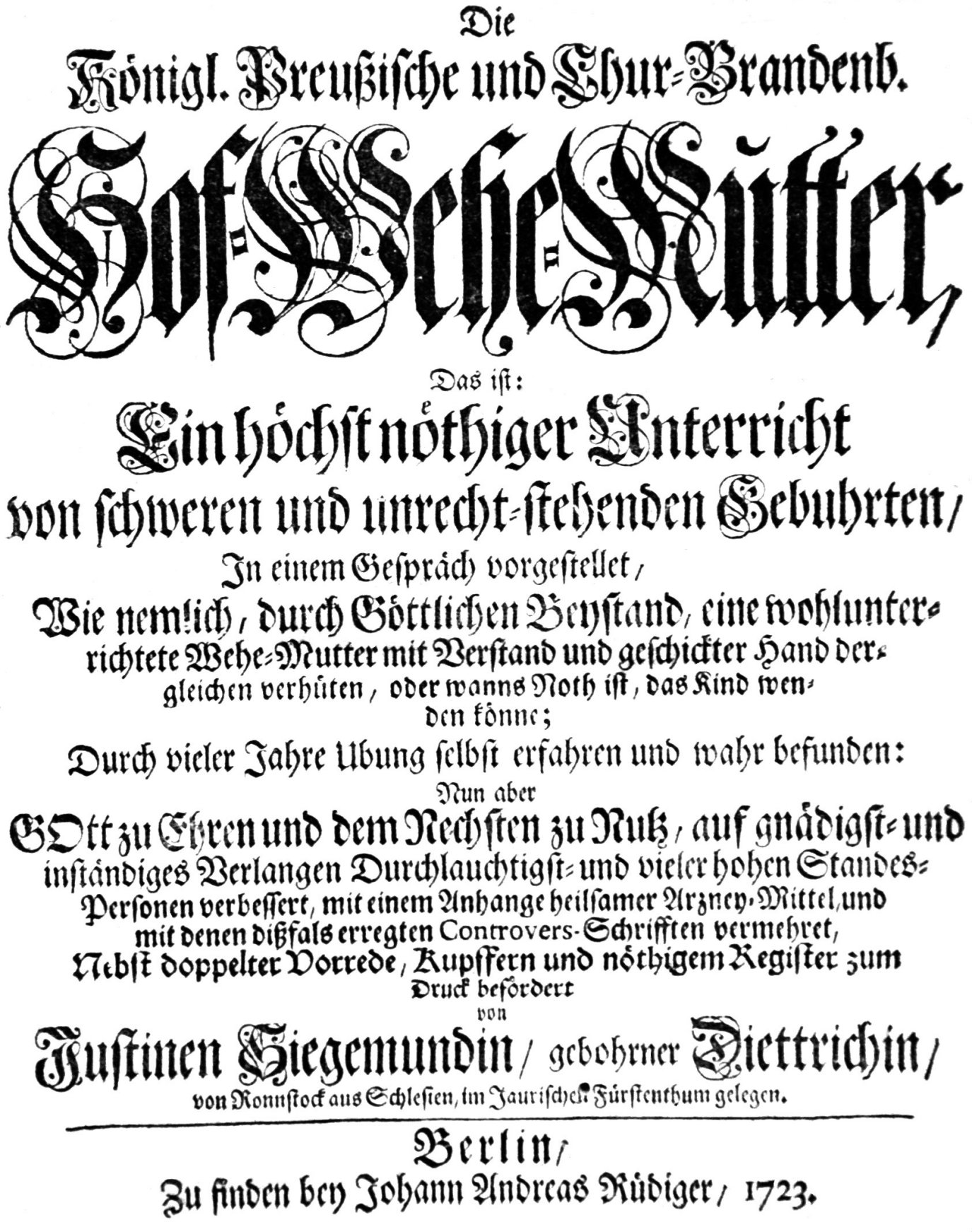
Strona tytułowa Położnictwa

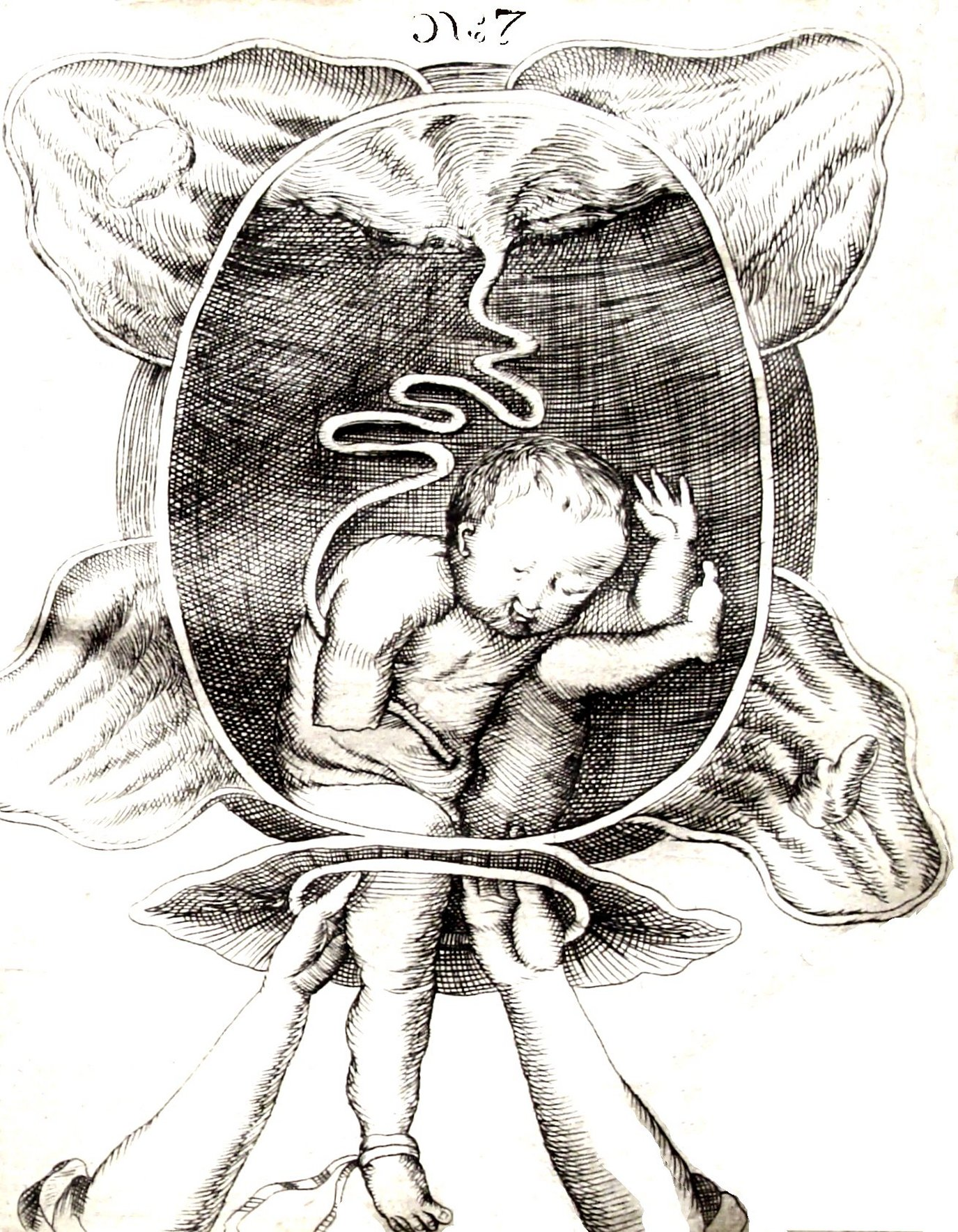
Jeden z ok. 40 miedziorytów ukazujących metody udzielania pomocy rodzącej

Justina Siegmundin, także: Justine Siegemundin, Justina Siegmunt, Justyna Zygmuntówna (ur. 26 grudnia 1636 w Roztoce, zm. 10 listopada 1705 w Berlinie) – akuszerka, samouk, autorka opartego na własnym doświadczeniu, ilustrowanego podręcznika dla akuszerek wydanego w 1690 w języku niemieckim.
Justyna była córką ewangelickiego pastora z Roztoki, Eliasza Dittricha. Zmarł on w roku 1650, kiedy Justyna miała 14 lat. W 1655 poślubiła parającego się buchalterią katolika o nazwisku Siegemund. Małżeństwo mimo 42. lat trwania okazało się bezdzietne. Siegemund lojalnie wspierał żonę, chociaż od 1673 żyli osobno.
Niekompetencja wzywanych do pomocy akuszerek oraz brak własnych dzieci zmotywowały Justynę Zygmuntówną do zainteresowania się sprawami położnictwa. W owym czasie akuszerstwo było dość podejrzanym zawodem, wykonywanym przez kobiety niezamężne lub wdowy. Należy sądzić, że jedynie poparcie męża i duża doza szczęścia, pozwoliły jej zyskać sławę akuszerki ze szczęśliwą ręką. Pierwszy raz udzieliła pomocy w 1659, gdy została wezwana do porodu, w którym zamiast główki pierwsza pojawiła się ręka. Do 1671 odbierała porody, głównie wśród okolicznej, uboższej ludności. Zdarzały się też wezwania do osób bogatszych. Pewnego razu zawezwano Justynę do Księżnej Ludwiki – władczyni Legnicy, Brzegu, Złotoryi itd. Wówczas zawodowi lekarze doglądający Księżną, bali się usunąć znacznych rozmiarów ropień, położony gdzieś w okolicach szyi. Operacja przeprowadzona przez Justynę szczęśliwie się udała. W 1680 roku Justyna została oskarżona przez Martina Kergera, lekarza nadzorującego jej działalność, o niebezpieczne praktyki okołoporodowe. Rozpatrujący sprawę lekarze z Frankfurtu nad Odrą wzięli stronę Justyny, mimo że ta, nie dysponowała lekarską znajomością anatomii i medycznego słownictwa.
W 1683 Justyna oficjalnie stała się miejską akuszerką w Legnicy. W swojej praktyce rzadko używała ówczesnych lekarstw a jeszcze rzadziej chirurgicznych narzędzi. Sława umiejętności Justyny sprawiły, że z Legnicy, za sprawą wielkiego elektora Fryderyka Wilhelma, w 1701 trafiła do Berlina, jako nadworna akuszerka. Szczęśliwie przyjęła 4 porody księżnej Saksonii - Zeitz, siostry Fryderyka III. Na dworze Augusta Mocnego, pomogła saksońskiej elektorce Eberhardine urodzić Augusta III (1696). Pomagała także w porodach zwykłych mieszczanek. Według diakona Berlina do swojej śmierci przyjęła około 6200 porodów. Justyna była także „wypożyczana” do przyjmowania porodów ważnych osób z innych dworów europejskich. Holenderska Maria Orańska (1662-1694; eng. Mary II of Orange) zasugerowała, aby ta przygotowała podręcznik akuszerstwa, pozwalający korzystać z jej doświadczenia bez jej osobistej obecności. W 1689 z Hagi udała się Zygmuntówna do Frankfurtu nad Odrą, gdzie na tamtejszym wydziale medycznym przedłożyła projekt podręcznika akuszerstwa. Od kwietnia do czerwca 1689, Zygmuntówna postarała się o przywilej druku od elektorów Brandenburgii i Saksonii oraz od cesarza. Na koniec w Lipsku, musiała jeszcze odeprzeć zarzut braku kompetencji, tym razem postawiony jej przez Andreasa Petermanna (1649-1703). Wreszcie w 1690 ukazał się drukiem Die Kgl. Preußische und Chur-Brandenburgische Hof- Wehemutter (Królestwa pruskiego i brandenburskiego domu akuszerka). Podręcznik został ujęty w formie dialogu między nauczycielką Justyną a jej uczennicą, Krystyną. W tej formie opisano tam przypadki nieprawidłowego ułożenia pępowiny, płodu, oraz sposoby zaradzenia temu, między innymi przez wykonanie obrotu przywracającego prawidłowe ułożenie, umożliwiające w miarę naturalny poród. W podręczniku znalazły się embriologiczne i anatomiczne miedzioryty przygotowane przez Regnier de Graaf (1641-1673) i Bidloo Govard (1649-1713). Książkę dedykowano księżnej Henrietcie Katarzynie z domu Anhalt.
Po śmierci Zygmuntówny jej podręcznik był wielokrotnie wznawiany, w Berlinie (1708) oraz w Lipsku (1715,1724). Następne wydania (1741, 1752, 1756) nieco zmodyfikowano, zaopatrując je we wstęp lekarski i opis przypadków Kergera i Petermanna.